# San Gregorio Magno
San Gregorio Magno er en by i Campania, Italien med 3.954 (2023) indbyggere.